# 11702 Mifischer
11702 Mifischer eller 1998 FE117 är en asteroid i huvudbältet som upptäcktes den 31 mars 1998 av LINEAR i Socorro County, New Mexico. Den är uppkallad efter Michael Henry Fischer.
Asteroiden har en diameter på ungefär 3 kilometer.